# GeAT
Die GeAT mbH (Gesellschaft für Arbeitnehmerüberlassung Thüringen mbH) ist ein Personaldienstleister, der über die Zentrale in Erfurt und Niederlassungen in Thüringen und Sachsen-Anhalt Arbeitnehmerüberlassung, Personalvermittlung und -gewinnung und Personalberatung anbietet.
GeAT hat nach eigenen Angaben zwischen 1995 und 2019 insgesamt fast 35.000 Arbeitnehmer eingestellt. Im Geschäftsjahr 2018 hatte GeAT noch 1066 Arbeitnehmer, davon 74 Angestellte als Stammpersonal. Im Geschäftsjahr 2021 beschäftigte das Unternehmen noch 698 Zeitarbeitnehmer aus über 55 Nationen sowie 61 Angestellte als Stammpersonal.